# Чентро 41 (Рим)
Чентро 41 је насеље у Италији у округу Рим, региону Лацио.
Према процени из 2011. у насељу је живело 171 становника. Насеље се налази на надморској висини од 8 м.